# Aleksandr Petrovič Karpinskij
Aleksandr Petrovič Karpinskij (in russo Алекса́ндр Петро́вич Карпи́нский?; Krasnotur'insk, 7 gennaio 1847 – Udel'naja, 15 luglio 1936) è stato un geologo e mineralogista russo.
Fu presidente dell'Accademia russa delle scienze e poi di quella sovietica dal 1917 al 1936.

## Biografia
Dal 1857 al 1866 frequentò la scuola mineraria a San Pietroburgo e quindi l'istituto minerario del quale divenne professore dopo la laurea
Presidente dell'Accademia russa delle scienze, fu tra i fondatori del Comitato geologico e di diverse scuole specializzate in geologia, paleontologia, stratigrafia e petrografia.
Gli sono stati intitolati un minerale, tra l'altro, un cratere lunare, un gruppo vulcanico nelle isole Curili, una montagna negli Urali, la città di Karpinsk e l'Istituto russo di ricerca geologica.